# ラウフェン・アム・ネッカー
ラウフェン・アム・ネッカー (ドイツ語: Lauffen am Neckar, ドイツ語発音: [ˈla‿ufn̩ am ˈnɛkar]、アレマン語: Laffen am Necker) は、ドイツ連邦共和国バーデン＝ヴュルテンベルク州ハイルブロン郡に属す都市。ラウフェンは、特に、詩人フリードリヒ・ヘルダーリン生誕の地として、あるいは多くの栄誉に浴したワイン、ラウフェナー・カッツェンバイサー・シュヴァルツリースリングでよく知られている。

## 地理
ラウフェンは、ハイルブロン郡南部、郡庁所在地ハイルブロンの南9km、州都シュトゥットガルトから北に50kmのネッカー川沿いに位置する都市で、この市内でツァーバー川がネッカー川に合流する。かつて、北に向かって流れてきたネッカー川は、ここで岩山にぶつかって回り込み、大きなほぼリング状に西側への環を描いていた。この岩山は、水の浸食作用によって紀元前400年から紀元前100年頃の時代に崩落した。ネッカー川は、この時にできた裂け目を通り、多くの早瀬や、蛇行する急流となって流れ下った。こうした「早瀬」("Laufen")が都市名の由来である。ただし、20世紀に航路が造られる際に、ダムが造られて早瀬は消えてしまった。古いネッカー川の西側環状の河床はほとんど干上がってしまったが、ツァーバー川がネッカー川に合流する前の数kmの川筋は、かつてのネッカー川リングの北側一部にあたる。環状の古い河床は丘陵で縁取られ、その斜面は森で覆われているが、一部はブドウ畑としても利用されている。
現在の川筋の西側に丘があるが、これはネッカー川の大決壊時に、東側の川筋（現在の川筋）によって分離されたかつての岩壁の一部である。この丘の末端がネッカー川に接するあたりに村ができ、後にラウフェン＝ドルフと呼ばれるようになる。大決壊では川に中州もできた。この中州には、市役所（以前はラウフェン伯の城であった）が建てられており、また、自然保護地域にもなっている。ネッカー川の東側にも丘陵がある。これは大決壊で崩壊した岩山の名残の片割れである。この丘陵地にも後にラウフェン＝シュタットの一部として村が造られた。二つの村は橋で結ばれ、ラウフェン＝シュタット側からは中州の島にもう一つ橋が架けられた。ネッカー川西岸の村やツァーバー川から北側のラウフェン＝デルフレは、修道院領であった。
ラウフェンの東13kmから15.5kmのレーヴェンシュタイン山地に、広さ約153haの飛び地、シュタットヴァルト・エッツレンスヴェンデンがある。この森林地域は、おそらく、市が創設された1200年頃からすでにラウフェンに属していたと考えられている。ラウフェンは、この飛び地以外に森がほとんど無いため、建築材や薪を確保する必要があった。
飛び地の森林地域には、海抜452mの市内最高地点がある。飛び地を除いた最高地点は、東部のレングルントの海抜257.9mの地点である。また最低地点は、市内北部のネッカー川沿いで、海抜160mである。

ガイガースベルクから市内を望む

### 隣接する市町村
ラウフェンに隣接する市町村は、西から時計回りに、ブラッケンハイム、ノルトハイム、ハイルブロン（郡独立市）、タールハイム、イルスフェルト、ネッカーヴェストハイム、キルヒハイム・アム・ネッカー（ルートヴィヒスブルク郡）である。飛び地のシュタットヴァルト・エッツレンスヴェンデンは、西からアプシュタット、ウンターグルッペンバッハ、レーヴェンシュタイン、バイルシュタインに囲まれている。これら町村は、ハイルブロンとキルヒハイム以外はすべてハイルブロン郡に属す。

### 市の成り立ち
ラウフェン・アム・ネッカーは、1914年4月1日に、ラウフェン＝シュタットとラウフェン＝ドルフが、ラウフェン・アム・ネッカーとして合併して成立した。

## 歴史

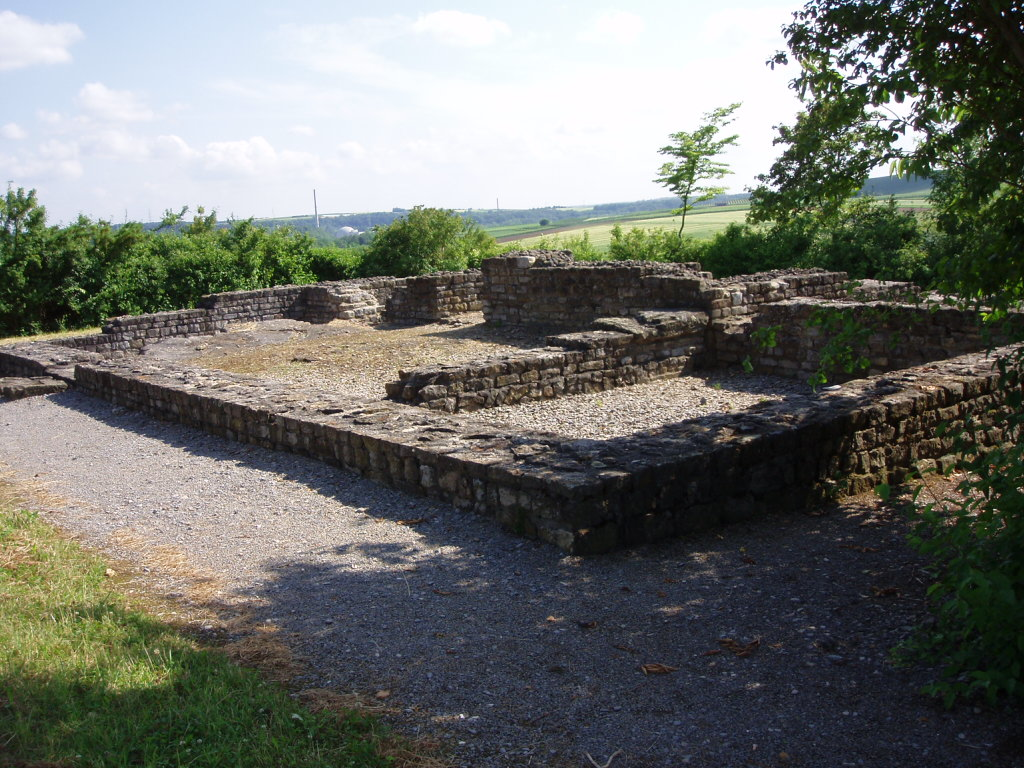
ローマ時代の遺跡

### 最初の定住者と名前の由来
ラウフェン周辺地域には、おそらく紀元前の時代から人が定住していたことが、わずかではあるが発掘された人骨により証明されている。この村は、現在のネッカー古橋、城跡の中州、レギスヴィンディス教会付近が古くから渡渉可能な地点であり、人や動物がこの場所を渡っていた。元々ネッカー川には渡渉可能な地点は少なく、最も近い別の渡渉箇所は数kmも離れている。また、その両側の岩山は、太古から渡渉地の監視所として、あるいは天然の要害として魅力的な場所であった。
2世紀から3世紀のローマ時代には、現在の市街中心部から約2km南東にあるブルンネンエッカーに農場の原型が造られ、瓶やコインが発掘されている。
西暦260年頃にローマ人が去るとアレマン人がこの地にやって来た（ブルンネンエッカーの泉付近から墳墓遺跡が発見されている）。500年頃にフランク人が入り込み、ラウフェンにマルティン教会を含む王領を築いたが、王領と侯領との比率はたびたび変化した。823年の文書には「聖マルティンの栄誉に捧げられたVilla Hlauppaにあるネッカーガウの教会」と記載されている。ここで記載された Hlauppaという名前（これが後に、Lauffa, Laufen, Lauffen と変化する）は、早瀬や流れの急な蛇行に面した場所によくある地名である（地理の項参照）。ラウフェンが面している急流は、大きな環状蛇行部の基部が大崩落して短縮してできたものである。

### 9世紀から11世紀

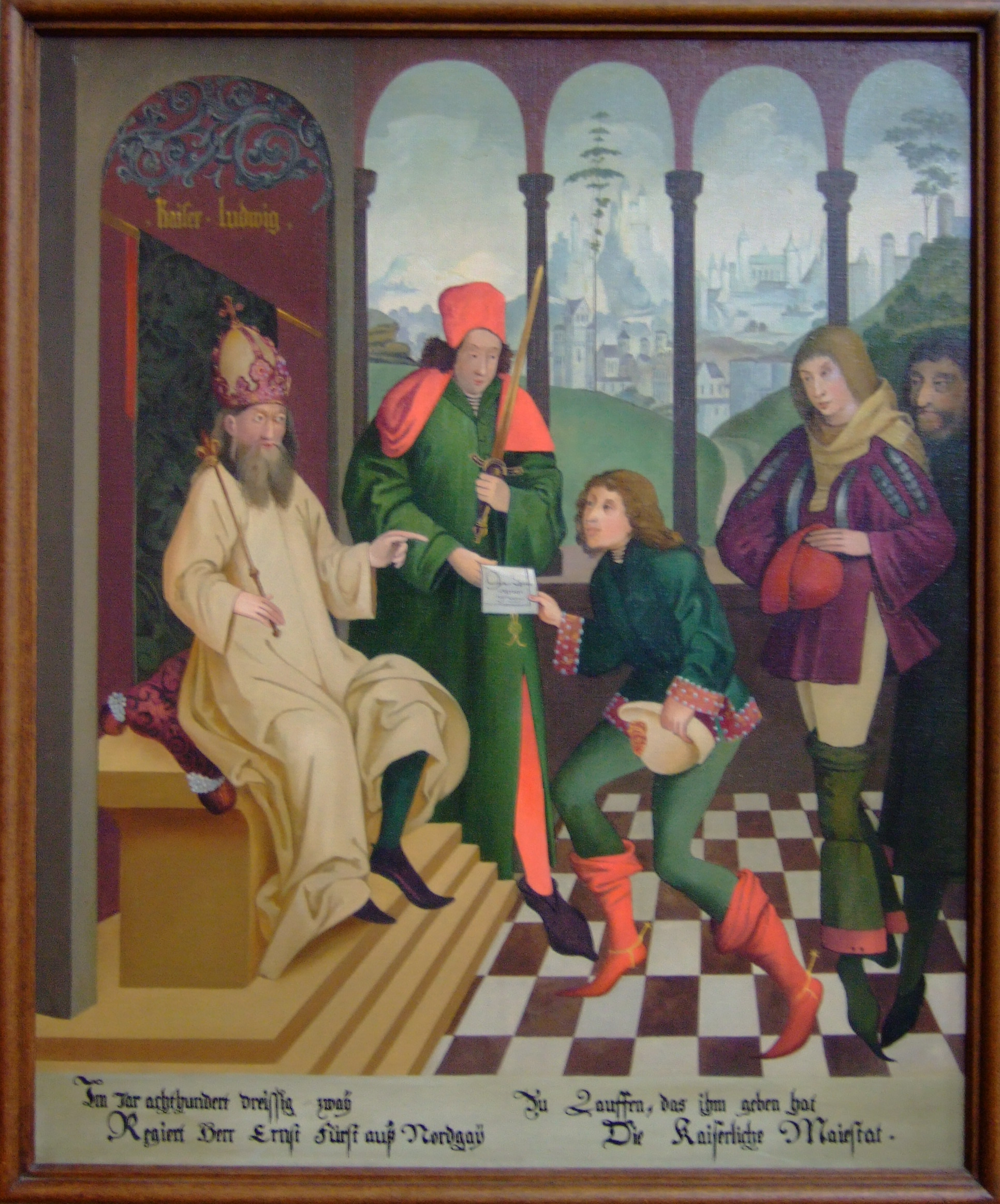
フランク王ルートヴィヒはエルンスト伯にレーエンとしてラウフェンを与えた。レギスヴィンディス教会所蔵

832年にフランク王国の国王ルートヴィヒ1世（敬虔王）は、未開のこの村を、オーバープファルツ地方ノルトガウの伯であった娘婿のエルンストにレーエンとして与え、この不毛の地を王の村にふさわしいものにするよう命令した。ネッカー川沿いの斜面を初めて開墾したのも、ネッカー川沿いに最初の城を築いたのもエルンストとされている。伯の娘レギスヴィンディスは幼少期に乳母によって殺害され、遺体はネッカー川に遺棄された。このため、エルンスト辺境伯は、自らの本拠地であるオーバープファルツへ戻ってしまった。
ラウフェンはレーエン期間が満了し、861年に伯が亡くなると再び王の直轄地となった。889年、923年、993年にそれぞれ当時の王がこの村の統治権をヴュルツブルク司教に委託している。1003年、神聖ローマ皇帝ハインリヒ2世は、この整備された村に修道院を創設することを宣し、これにより司教ハインリヒ・フォン・ヴュルツブルク管轄下のベネディクト会修道院が設立された。

### 中世盛期
11世紀にポポン家から創設されたラウフェン伯が登場し、ヴォルムス司教と結んだ。ラウフェン伯一門は、再び村と城の強化に努めた。1150年頃、東の川岸にあった不自然な岩が撤去され、現在は「プファルツグラーフェンブルク」（宮中伯の城）と呼ばれている水城の原型が造られた。ハインリヒ2世、ボッポ5世、コンラート2世の三兄弟が亡くなった後、男系後継者がおらず、この伯家一門は断絶し、この都市は13世紀にまたもや国王直轄地となった。
1227年に皇帝フリードリヒ2世は、ラウフェンをジンスハイムやエッピンゲンと共にバーデン＝バーデン辺境伯ヘルマン5世に借金の担保として与えた。この際の差し押さえ証書に初めて "civitas"（市民の運営による都市）との記述が見られる。都市への昇格は、1234年とされる。バーデン辺境伯は、この都市管理のために代官所を設けた。1227年に教会が建設され、すでにこれ以前に礼拝堂があったレギスヴィンディスに献堂された。
1327年にラウフェンはヴュルテンベルクに質入れされた。1346年、騎士アルブレヒト・フォン・ラウフェンは市と城をバーデン辺境伯から3,000ポンド・ハラー（通貨単位）で獲得したのだが、1361年には早くもこれをヴュルテンベルク伯エーバーハルト2世とその弟ウルリヒ4世に倍額で売却している。1383年、ヴュルテンベルク伯は、ラウフェンの住民に対して、ヴュルテンベルクへの忠誠を義務として課した。

### 中世後期、農民戦争
15世紀、ラウフェンは、多くの所有者の利権が絡み合った漁業権や十分の一税徴収権をめぐる紛争の場となった。1454年、ウルリヒ5世伯の下で、ラウフェン湖が造られた。1460年、伯の軍勢は、ヴュステンハウゼン近くのシャルミュッツェルでプファルツ選帝侯軍と戦い、ネッカー川の漁業権と航行税徴収権の一部を奪い取られた。1461年、プファルツ選帝侯フリードリヒ1世は、ヴュルテンベルクの他の村への攻撃は行わない旨の約束を行った。1469年にはプファルツとヴュルテンベルクの間で起こったムル川での建築木材輸送に関する税収紛争が協定により解決した。
1474年、ウルリヒ5世はラウフェン付近に、最初のネッカー橋を架け、これにより船舶の通行税をすべてラウフェンのものとすることに成功した。この橋は144年間、カンシュタット（現在のシュトゥットガルト＝バート・カンシュタット市区）とハイルブロンの間のネッカー川唯一の橋であり続けた。この橋は、1529年の洪水で破壊され、1532年に再建された。1480年には市庁舎が建設され週の定期市が設立された。1482年にはペストが襲い、ラウフェン住民の1300人が犠牲となった。
ドイツ農民戦争では、1525年4月半ばにラウフェンとゲンミンゲンの間に、マーテルン・フォイアーバッハ指揮下のヴンネンシュタインからの農民軍にハンス・ヴンデラー指揮下の「シュトックベルガー団」、イェックライン・ロールバッハの軍勢、合わせて8000人の宿営地が設営された。この勢力を目の前にしたラウフェンの議会は、農民と手を結び、このため略奪されたのは修道院だけであった。
1534年5月13日、11,000人のオーストリア軍が25,000人のヘッセン軍に敗れたラウフェンの戦いで、追放されていたヴュルテンベルク公ウルリヒが権力の座に返り咲いた。シュマルカルデン戦争では、1547年頃の1年間ラウフェンはスペイン軍に占領された。
1564年にはペストが再び猛威を振るい、約800人の犠牲者を出した。ペストは、1606年、1607年、1626年にも、犠牲者こそ少なかったものの、発症している。

### 三十年戦争
三十年戦争では、ラウフェンは何度も戦いや軍事行動の現場となった。ネッカー橋があることに加え、ヴルムベルク付近の浅瀬は渡渉地点としてよく知られており、戦略上重要な場所であったからである。1622年4月、ザクセン＝ヴァイマール公ヴィルヘルム4世とバーデン＝ドゥルラハ辺境伯ゲオルク・フリードリヒの連合軍の大軍勢がネッカー橋付近に集結した。この連合軍は、ティリー伯率いる皇帝軍に対抗するものであった。5月初め、両者はヴィンプフェンの戦いで相まみえた。ヴィンプフェンでの敗戦後、2つの辺境伯中隊はネッカーガルタハの多くの農民達とともにラウフェンに逃げ込んだ。この都市は、大規模な戦闘行為で被害は負わなかったものの、この後20年間戦争で苦しみ続けることになった。
1629年に皇帝軍が、1631年にロトリンゲン軍がこの都市に入城した。1634年にラウフェンはクロアチア軍の略奪にあい、その2日後には、皇帝軍が再び戻ってきた。同年11月には最後に残った16頭の家畜が押収された。さらにこの年のクリスマスは3週間にわたって5つの連隊の駐屯地となった。翌1635年の聖霊降臨祭（復活祭後の第7日曜日）には、ミュールハイムの甲騎兵連隊によって冬穀物をすべて押収された。この年では飢餓が蔓延し、約800人の犠牲者を出すほどであった。
1636年、甲騎兵の一団がこの都市を略奪した。1637年秋にはザリエリ家の騎兵連隊が街を襲い、冬になると再び飢餓が訪れ、200人が命を落とした。1638年5月、またもや皇帝軍がこの街を襲い、さらには9月にもまたそれが繰り返された。秋には騎士連隊が収穫を略奪し、12月の初めにも3つの騎士連隊がこの街を蹂躙し、クリスマスには皇帝軍の軍司令部がこの街に居座った。1638年の終わりにはラウフェン＝シュタットとラウフェン＝ドルフの人口は30人にまで減少した。1939年にも多くの軍隊がこの街を占領した。

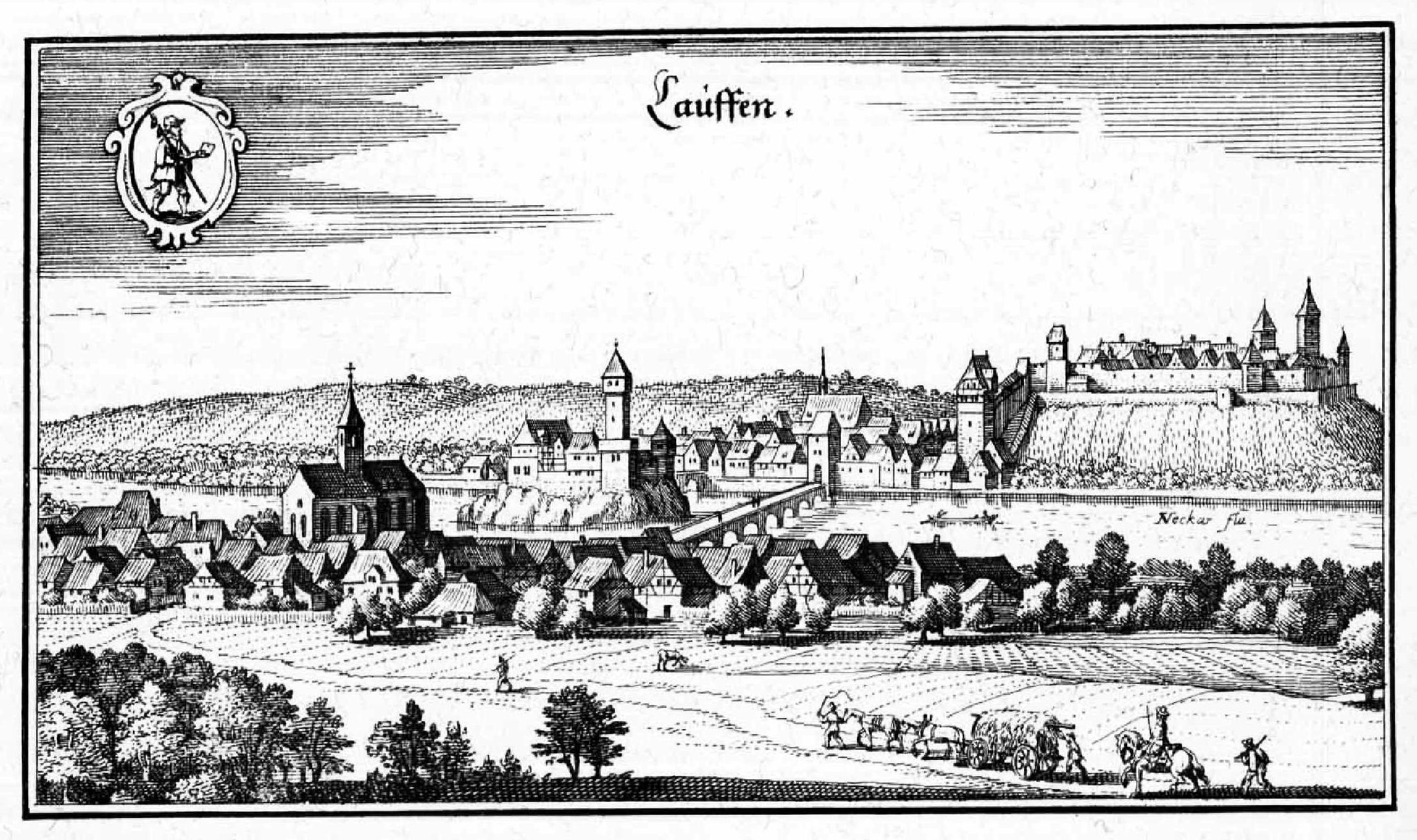
1640年頃のラウフェン。画面向かって左の前景がラウフェン＝ドルフ、向かって右の遠景がラウフェン＝シュタット。その間に城のある中州が描かれている。

1640年から1642年までは比較的平穏であった。1643年にフランス＝ヴァイマールの竜騎兵が城を占領し、その後さらに2つの連隊や同盟先のフランス軍司令部が街に入城した。この、いわゆる「ヴァイマール駐留」は、1643年5月に、フッガー司令官が率いるバイエルン選帝侯軍との3日間の戦いの末解除された。1644年、ラウフェンは、5か月間にわたって冬の宿営地とされ、翌1645年にはフランス軍とヘッセン軍による過酷な略奪が行われた。同盟を結んでいたバイエルン軍が再びやって来たが、もはや街は、食料を提供することも出来なかった。ブドウもカブも野菜の茎さえ、街には食料となるものは何一つ残っていなかったのである。1646年にはバイエルン軍とスウェーデン軍が駐留し、大規模な防衛施設（防塁）を築いた。1647年にフランスとバイエルン選帝侯との間で停戦が成立すると、この防衛施設は再び破壊され、バイエルン軍は撤退した。そこへヴァイマール軍の騎士中隊が侵入し、ラウフェンを冬の宿営地とした。停戦が破棄され、フランス軍がラウフェンを占領し、防衛施設を再び造営したが、1648年の講和条約締結により放棄された。戦争終結後もラウフェンは何年にもわたって盗賊化した軍勢に何度も侵入されている。
三十年戦争終結時の人口はわずか155人になっていた。オベーレ・シュロス（上の城）は完全に破壊され、ウンテーレ・シュロス（下の城）も甚大な損害を負った。市教会は手ひどく破壊され、270軒の家屋が破壊され、452モルゲン（面積の単位で1モルゲン＝約30アール）のブドウ畑、1239モルゲンの農地、50モルゲンの放牧地が荒れ果てた。

### フランス戦争
17世紀後半も、ラウフェンの政治的状況は、安定とはほど遠い状況にあった。1672年にヴュルテンベルク公エーバーハルト3世は、ラウフェンの防衛施設の拡充を促した。遮断橋や胸壁などが造られ、時折襲来するフランス軍の攻撃に対抗する武装がなされた。三十年戦争が終結してわずか数年後にラウフェンは再び進軍の現場となった。1674年にはブランデンブルクの軍勢がこの地でネッカー川を横断してストラスブールへ向かい、リューネブルク軍がこれに続いた。これらの軍勢の退路には、ブランデンブルクの本隊の宿営地はイルスフェルトに設けられた。1675年5月皇帝軍がオランダからラウフェン付近でネッカー川を渡った。1676年には皇帝軍甲騎兵部隊の冬の宿営地となり、1679年にはロトリンゲンの騎士中隊が宿営した。1688年再びフランスがこの町に侵攻し、すべての馬を押収し、ネッカー橋を破壊した。その後何年にも渡り、繰り返し、戦闘や占領が行われ、収穫は略奪され、農場は荒らされた。戦争の間の期間にやや持ち直した人口は、1697年には再び210人まで減少した。

### 18世紀
18世紀になっても軍事行動は続いた。1704年、オランダ＝イギリスの騎兵部隊がラウフェン付近でネッカー川を渡った。1707年には2000人のフランス軍が2度にわたり、街を襲撃した。1709年にはキュルンバッハからの甲騎兵部隊がラウフェンに侵入した。
三十年戦争の開始から100年以上にわたって被害を受け続けたこの都市も、ようやく次第に復興し始めた。1721年には市庁舎が建設され、1724年には1693年に応急処置で架けられたネッカー橋の改築がなされた。1728年、度重なる夜盗や殺人を防止する目的で夜警団が組織された。
1744年、シェッケンドルフ元帥指揮下の皇帝軍がラウフェンを2週間にわたって包囲した。1745年にはフランスが何度も襲来した。さらにヴィンプフェンやアンハルトの軍勢の宿営がこれに続いた。
1755年、従来の代官所による統治が改められ、1759年までにオーバーアムトが組織された。1785年には「粘液熱」（チフス）が流行し、160人が亡くなった。

### ナポレオン戦争

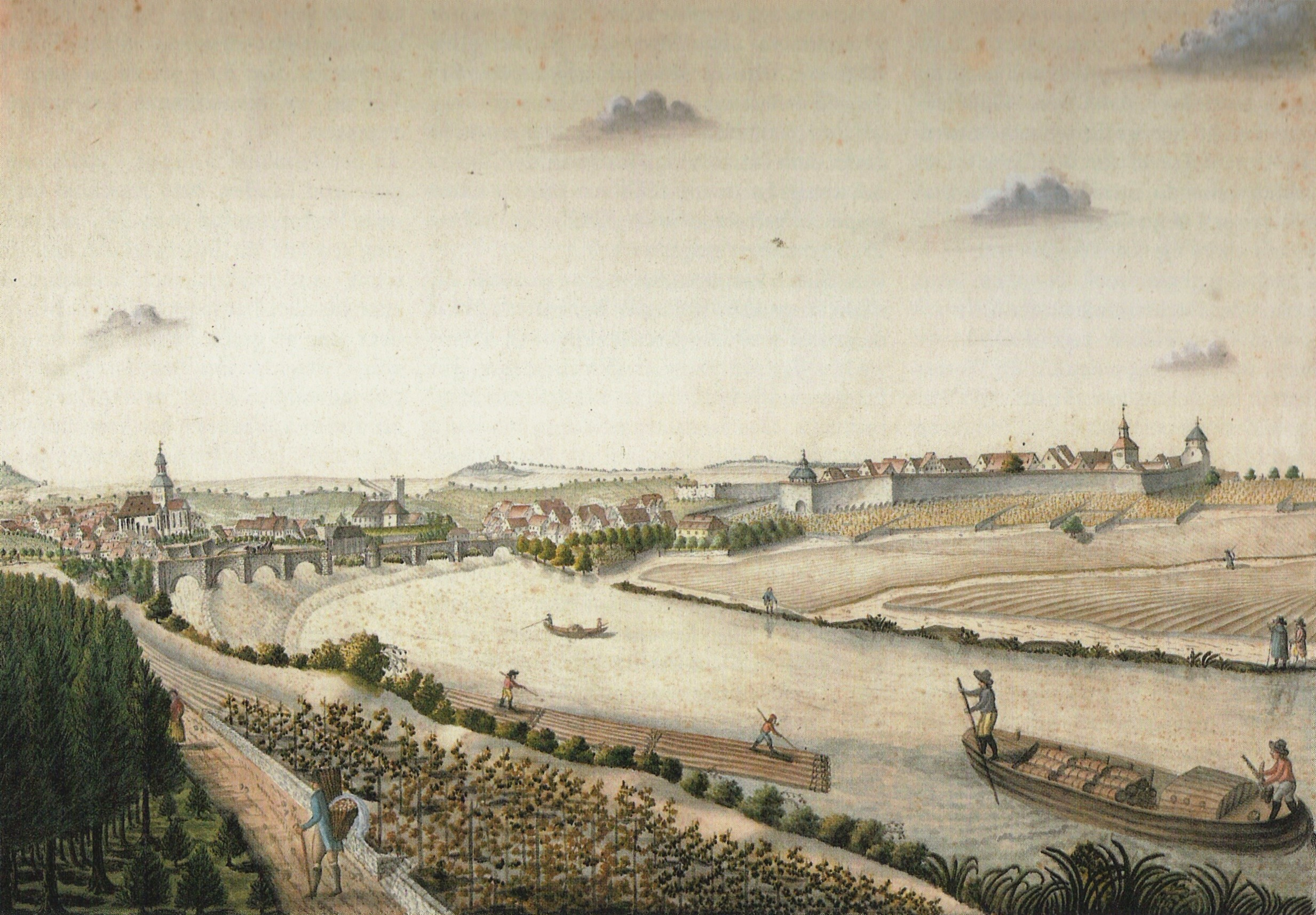
1800年頃のラウフェン。南東からの眺めで、向かって右の壁で囲まれているのがラウフェン＝シュタット、向かって左がラウフェン＝ドルフである。

18世紀末には、ラウフェンは、その戦略上の重要性により、戦乱の中心地に逆戻りした。1796年7月、大量の弾薬を携えて皇帝軍の砲兵隊がラウフェンおよびタールハイムに到着した。1799年には、オーストリアの歩兵部隊がハイルブロンからラウフェンへ後退してきた。ヴュルテンベルク公フリードリヒは、ライン川から侵攻してきたフランス軍に対して、ハイルブロン防衛に派兵していた。1799年のうちにハイルブロンをすでに3回も襲撃していたフランス軍は、交戦の余勢でラウフェンを占領し、家に火を付け、人質をさらった。

### 19世紀
オーバーアムト・ラウフェンは1808年に廃止され、ラウフェンはオーバーアムト・ベジヒハイムに編入された。ネッカー橋は1810年に再び架け直され、木製部分は石造りに改められた。1817年にラウフェン市はネッカー川の中州を獲得し、そこに建つ建物を市庁舎とした。
ラウフェンの19世紀は、土地の開墾に特徴づけられる。1820年、湖が干拓された。住民は豊かな食料源を失ったが、感染症蔓延の原因の一つが解消されたのである。これにより200モルゲンの新たな農地ができあがった。ブドウ畑も隆盛をみた。不採算な品種栽培を止め、主に収益性の高いクレヴナー種（ピノ・ブラン）の栽培を行った。市は2000本以上の果樹とネッカー川沿いに無数のヤナギの茂みを植えた。

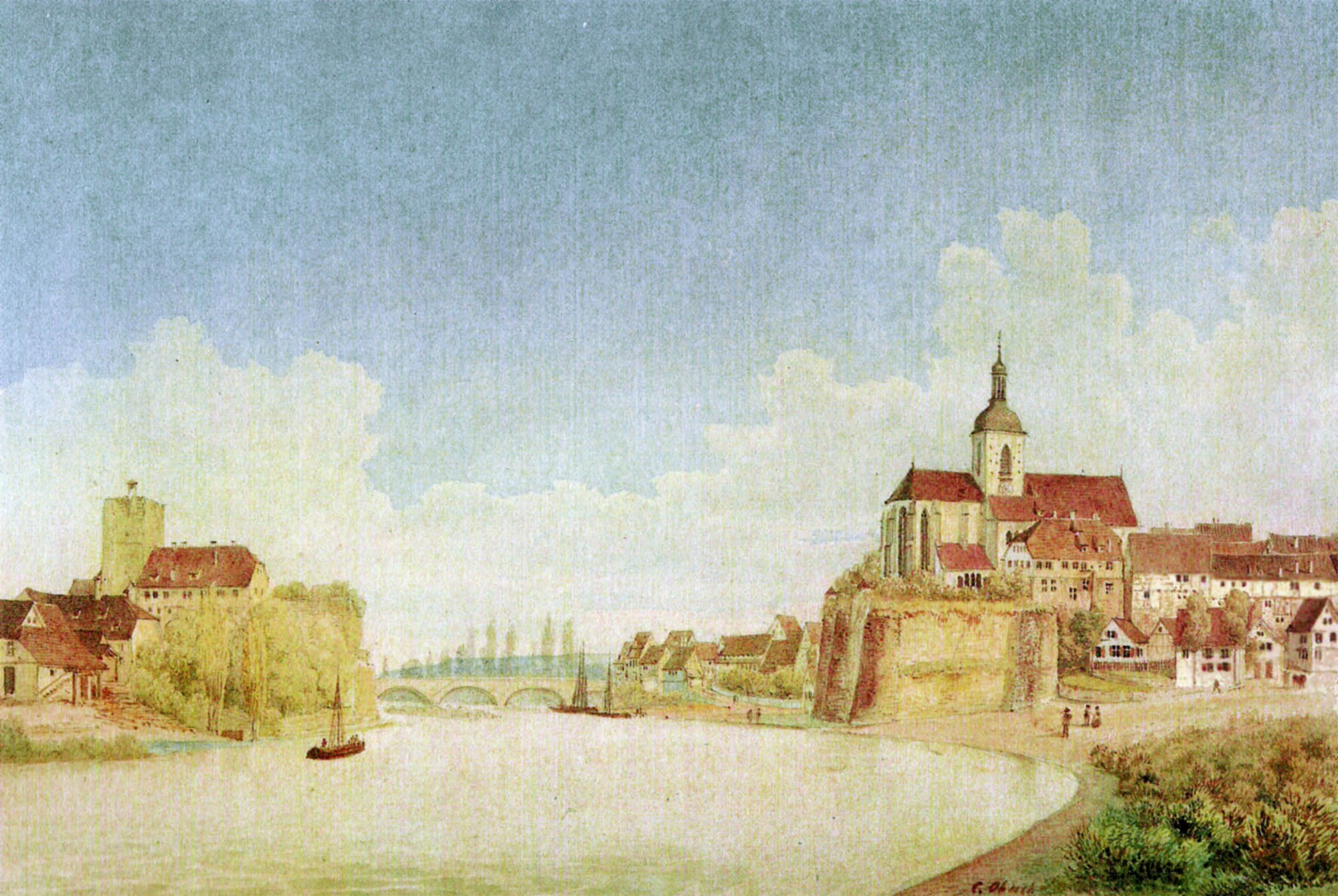
1850年頃のラウフェン

1861年10月14日の火事の後、自主的な消防団が組織された。1889年、キルヒハイム・アム・ネッカーとラウフェンの間に2本の鉄道トンネル(584m)が完成した。フランケン鉄道ハイルブロン - シュトゥットガルト線のこの区間は、長い隘路続きで困難であった複線化が、このトンネルにより達成された。

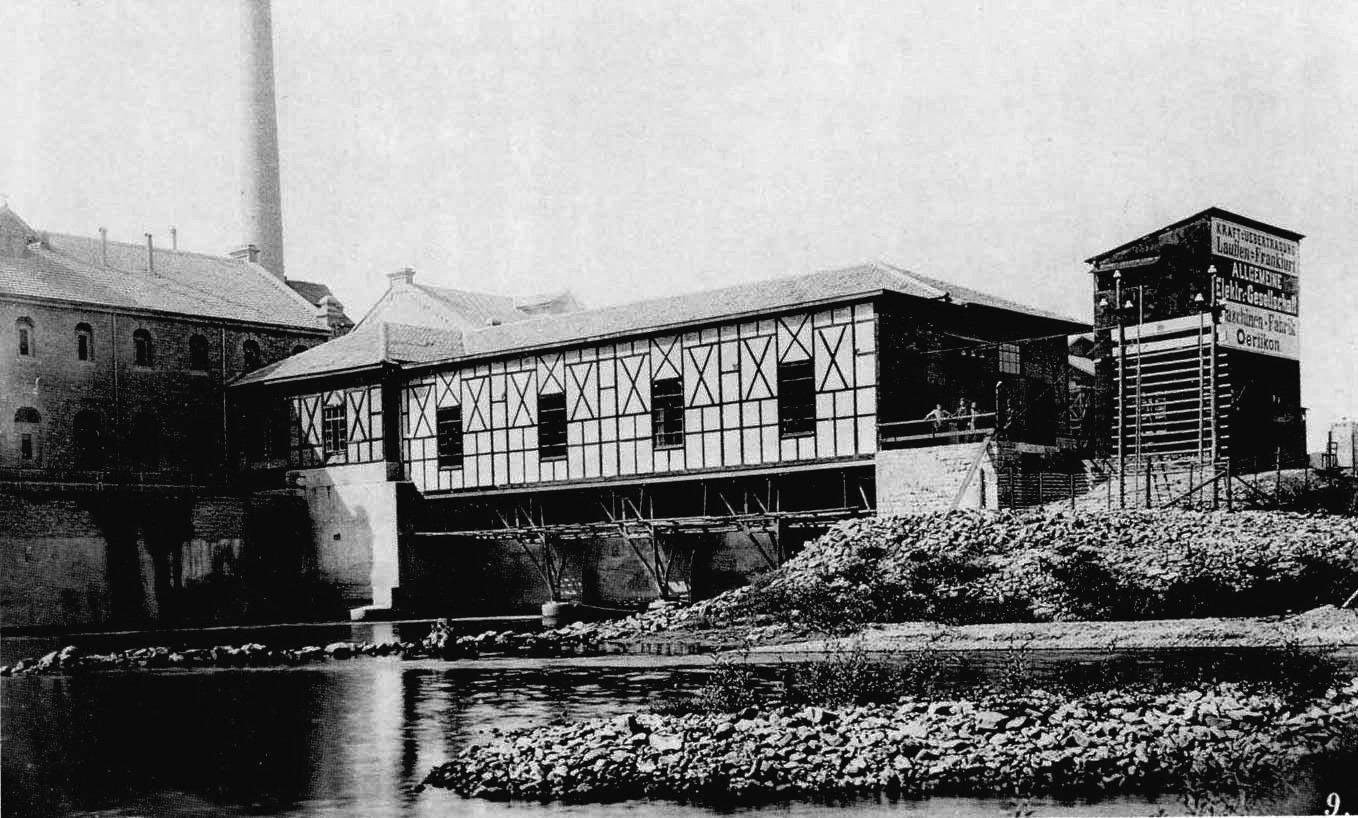
世界初の商用交流発電所（1891年）

ラウフェン・アム・ネッカーで、世界初めての交流電流による長距離電力送達が行われた。ミハイル・フォン・ドリヴォ＝ドブロヴォルスキーとオスカー・フォン・ミラーにより三相交流・高電圧・電力送達のための国際電力展1891がフランクフルト・アム・マインで開催された。この展示会のために、ラウフェンのセメント工場の一画に三相交流発電機（Maschinenfabrik Oerlikon社製）が設置され、176kmの長さの電線がフランクフルト・アム・マインまで架線された。1891年8月24日に架線工事は完了し、8月25日正午、ラウフェンから送られた電気により1000個の白熱電球が灯った。展示会の表門のアーチ中央部には、1000個の白熱灯とともに、「送電の発明 ラウフェン - フランクフルト 175km」の銘が掲げられた。同時に高さ約6mのダムが造られた。展示会終了後、三相交流発電機からの電力はハイルブロンへ送達され、これによりハイルブロンは世界で初めて恒常的に電力の遠距離送達が行われる都市となった。現在のこの地域のエネルギー供給会社の社名 ZEAGは、"Zementwerk Lauffen - Elektrizitätswerk Heilbronn AG"（ラウフェン・セメント工場 - ハイルブロン発電株式会社）の略であり、この由緒を想起させるものである。

### 20世紀
ラウフェン・アム・ネッカーは、それまで別々であったラウフェン＝シュタット、ラウフェン＝ドルフ、ラウフェン＝デルフレ（旧修道院領）が1914年に、ラウフェン・アム・ネッカー市として合併したものである。新しく合併して成立した街は、レギスヴィンディス教会横の菩提樹に倣って、そのネッカー川対岸にあたるプファルツグラーフェンブルク前のテラスガーデンに菩提樹を記念植樹した。2本の菩提樹は、両岸の統一を象徴するものである。
1930年代半ばにラウフェン付近のネッカー川の運河化が始まった。新しい運河によって、宮中伯の城が建つ岩山は再び中州となった。一時期、水車用水路は人為的に埋め立てられて、岩山は東側のラウフェン＝シュタットとつながっていた。世界初の商用三相交流発電所も、運河工事のために移転しなければならなかった。かつてあった場所のすぐ近くの道路（セメント工場への西側の導入路）にはオスカー・フォン・ミラー通りと名付けられた。電力会社は川を遡った地点にある堰沿いに建設された。最初の発電機は、ドイツ博物館で見学することができる。
同じ時期に、セメント工場とネッカーヴェストハイムの採石場までの間のネッカー川右岸に沿って狭軌鉄道が敷設され、毎日大量の鉱物が運搬された。この鉄道は1984年に廃止され、その鉄道施設は撤去されて遊歩道となっている。また、機関車が、ネッカー橋付近、かつての路線のすぐ脇にあるシュピール広場に置かれている。採石場は、現在、Kernkraftwerk Neckarwestheim (GKN)によって運営されている。
1938年の自治体の再編でオーバーアムト・ベジヒハイムは廃止され、ラウフェンはハイルブロン郡に編入された。
1944年4月13日、連合国軍の爆撃隊は、第一目標のニュルンベルクも、第二目標のシュトゥットガルトも厚い雲に閉ざされていたため攻撃を果たせなかった。帰還する途中で、ドイツ国防軍戦闘機部隊の攻撃を受け、爆弾の緊急投下を余儀なくされた。この爆弾投下による被害は部分的で、それほど大きなものではなかった。爆弾の多くは野原やネッカー川に落ちたのだが、それでもゾンネン通り、ブリュッケン通り、旧墓地、セメント工場やマルティン教会の周辺に落ちたものもあり、59人が亡くなった。死者の中には強制労働者もいた。当時の市長は、空襲警報を発令しなかったとして批判された。爆撃隊の最も近い第二目標として、ヴュルテンベルク北部、ヘッセン、ルール地方が考えられたからである。通常であれば、爆弾を積んだまま航空基地へ帰還することは、燃料の都合上あり得なかった。ラウフェンへの爆撃は大都市のための捨て駒と見なされたのである。
1959年6月20日、ラウフェン・アム・ネッカー市内のドイツ連邦鉄道の踏切を走行中の市バスが、テュービンゲン - シュトゥットガルト - ヴュルツブルク間の快速列車と衝突した。この、戦後最大のバス事故で、45名の死者と27名の重傷者がでた。原因は踏切番の不注意であった。この場所には、この重大な事故の記念碑が建てられた。現在、この地点は地下道になっている。

### 宗教
ラウフェンの戦いの後の1534年に、ラウフェンはヴュルテンベルクで最初にプロテスタント化された都市となった。1546年の記録が遺されているラウフェン初の牧師、ヒエロニムス・ハイルブルンナーはそれ以前からラウフェンで活動していた。これ以後、この都市ではプロテスタントが主流である。ローマ・カトリック教会は、1946年に再興された。
ラウフェンのプロテスタント教会には6,000人の信者がおり、カトリック教会には3,000人の信者が所属している（このうち500人はネッカーヴェストハイムの住民である）。ラウフェンには新使徒派教会もある。2007年初めは136人の信者であったが、2007年7月にネッカーヴェストハイムの教会組織を併合し、合わせて210人の組織になった。

## 行政

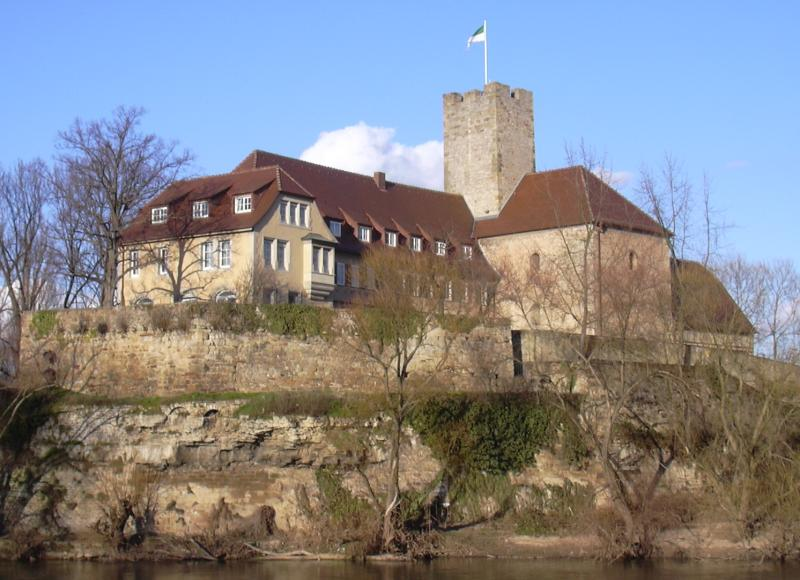
ラウフェン市役所

### 議会
ラウフェン市議会は、22人の議員で構成される。議会には、この他に議長を務める市長が加わる。

### 紋章と旗
図柄: 銀地に、緑の服を着て歩いている従者（"laufender Bote" または "Läufer"）。赤い羽根飾りの付いた緑の帽子と赤い靴を身につけている。右手には赤い封蠟の付いた銀の封筒、左手には赤い柄と青い穂先の槍を持っている。市の旗は、緑 - 白。
ラウフェンは、元々その創設者であるラウフェン伯の紋章（鷲の紋章である。ハイルブロン郡の紋章参照）を用いていた。1220年から1346年まで市はバーデン領となり、1311年にはバーデン公の紋章が初めて市の印章に現れる。1464年に、現在の地名に因んだ紋章が市の印章に初めて登場したことが知られている。紋章は1575年から、自然に彩色されるようになった。これらの中には、背景が銀色でなく金色になっているものも、時々ある。

### 友好都市
- ラ・フェルト・ベルナール（フランス、サルト県）1974年
- モイゼルヴィッツ（ドイツ、テューリンゲン州）1990年

## 文化と見所

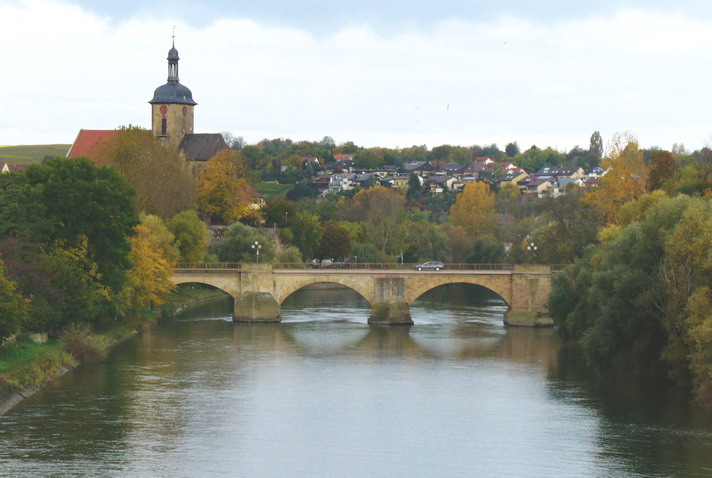
城跡（市役所）から見たネッカー橋とレギスヴィンディス教会（2005年）

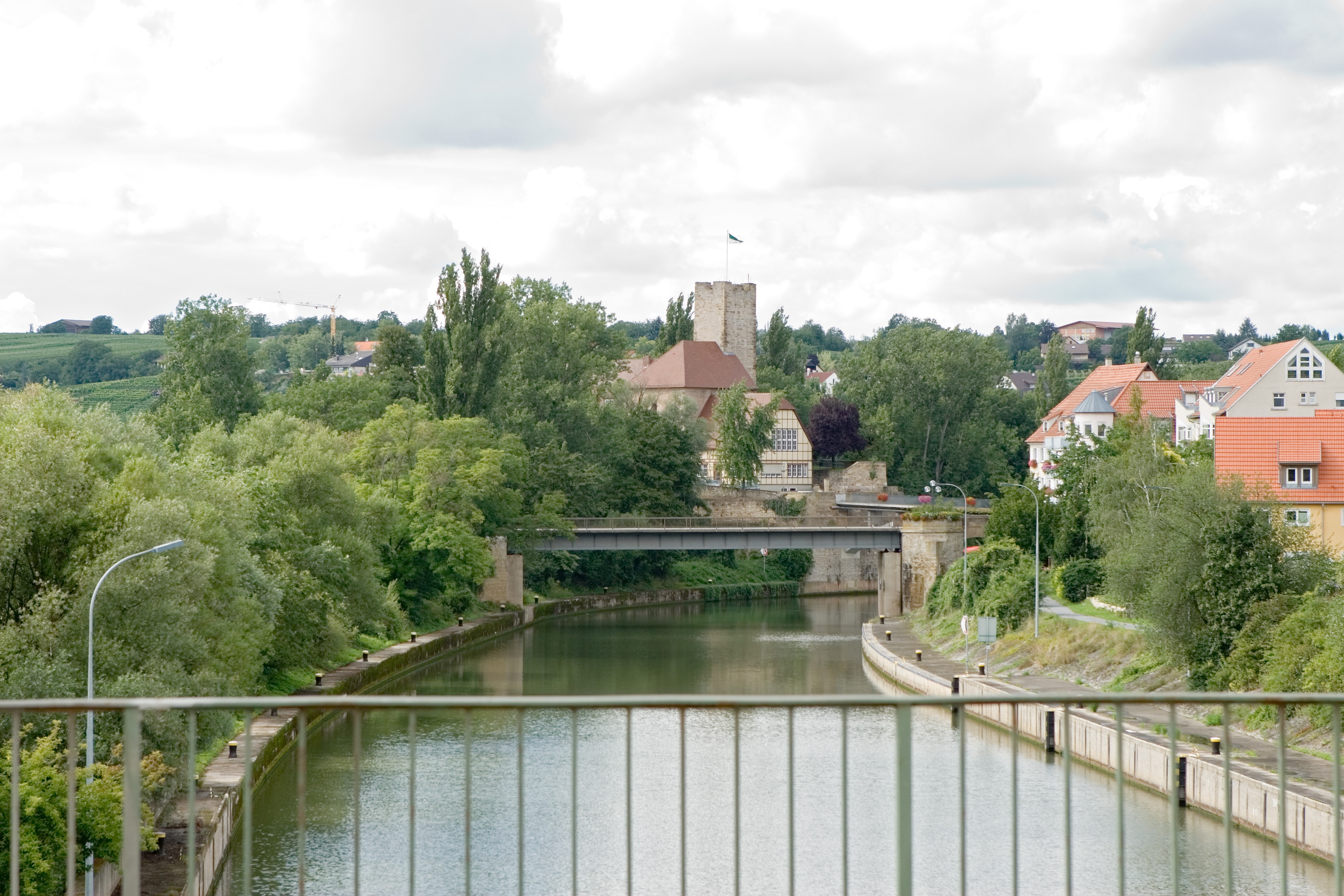
ネッカー橋から見た城跡。右岸の砂利道は、セメント工場への鉄道跡。機関車は、橋手前右手の高い木立の向こう側に展示されている。

### 建築
- ラウフェンの市役所は、11世紀に建てられたラウフェン伯の城で、三十年戦争で破壊された後、1648年以後にオーバーアムトの責任者の公邸として再建されたもの。ロマネスク様式の主塔は伯時代の城の遺構である。1817年から市庁舎として用いられており、これ以後何度も改築がなされている。
- レギスヴィンディス教会は大火災後16世紀に現在の姿になった。この先代の建物は、741年にまで遡り（マルティンス教会であった）、1227年以降、現在のレギスヴィントに捧げられた。主堂の外側に、1507年頃のハンス・ゼイファー作のオリーブ山の彫刻断片が残されている。
- レギスヴィンディス教会の近くにレギスヴィンディス礼拝堂がある。この建物は、元々聖アンナに捧げられた墓地礼拝堂であった。この礼拝堂には、1227年以降、街の守護聖人の石棺が安置されている。
- ラウフェン＝ドルフ地区の中心部には、多くの歴史的建造物が遺されている。その中には、18世紀のバロック様式の住居や旧パン焼き小屋を含むキルヒベルクの歴史的遺構が含まれる。キルヒベルクの近くには一風変わった地下道がある。これは、かつての市の濠の上に木組み建築が建てられたもので、ここを自動車が走り抜けて行く。
- 通行量が制限されたシュテットレ市区にも見応えのある建築が多く遺されている。その多くは木組み建築で、中には15世紀に遡るものもある。「出窓の家」、旧ワイン製造所、代官所、13世紀建造の旧ハイルブロン門のある市壁跡、1772年建造の新ハイルブロン門、監獄塔などである。
- ラウフェン＝シュタットの19世紀中頃に建設された、（誤って）マルティンス教会と呼ばれている教会は、元々は1200年頃に建てられたニコラウス礼拝堂であった。この教会は独立した教会ではなく、ラウフェン＝ドルフの牧師が合わせて管轄している。宗教改革導入以後、しだいに衰退し、干し草やカラスムギを納める納屋として用いられていた。1883年から84年に改修されたが、第二次世界大戦で大きく損傷し、1949年、1977年から78年に改めて修復された。1978年からは再び礼拝堂として宗教目的に用いられるようになった。1977年から78年の修復の際、内陣の壁画が明らかにされた。
- イルスフェルトへ向かう道路沿いにラウフェナー・ヴィラ・ルスティカ（ローマ時代の大農場跡）がある。これは1978年に発掘され、部分的に修復された。イルスフェルトへの州道沿いには、Württembergischen Landgraben（ヴュルテンベルクの国境の堀跡）がある。かつて税関であったラント塔もこの付属施設である。

- レギスヴィント教会
- レギスヴィント礼拝堂。画面向かって左端の木が1914年に対岸にも植えられ両岸統一の象徴となった菩提樹の木
- ハンス・ゼイファーのオリーヴ山の彫刻
- キルヒベルク通り
- 地下道
- 出窓の家
- ヴィラ・ルスティカ
- Württembergischen Landgraben
- ラウフェンのラント塔

### 博物館
クロスターホーフの市立博物館には、ラウフェンの歴史やフリードリヒ・ヘルダーリンに関する展示物が展示されている。

### 映画
Mobile KinoとFilmklub Lauffenは、市立ホールやヘルダーリン・ギムナジウムの大講堂で定期的に映画上映を行っている。

### 劇場
バーデン州立劇場ブルフザールやヴュルテンベルク州立劇場エスリンゲンはラウフェンで定期的に客演公演を行っている。

## 経済と社会資本

### ブドウ栽培
ラウフェンには587haのブドウ畑があり、その90%が赤ワイン用品種のブドウである。これはヴュルテンベルクのワイン産地で2番目のワイン町である。ラウフェンは、ヴュルテンベルク・ウンターラント地方のキルヒェンヴァインラント地区に属す。
ラウフェン・ブドウ栽培者協同組合は1935年に発足、年間約600万リットルを販売し、2,200万ユーロの売り上げがある。ヴュルテンベルクのブドウ栽培者協同組合の中で、最大かつ最も品質の良いワインを生産している。約600人の栽培者、併せて約570haのブドウ畑がこの協同組合に属す。なかでも有名なのが、カッツェンバイサーの名で販売されている良質のワインである。
この他にも、独自に栽培・販売しているブドウ農家もある。ヴァインスベルクのブドウ栽培学校は1926年から1990年代の終わりまでラウフェンにブドウ栽培の野外実習場を有していた。

### 交通

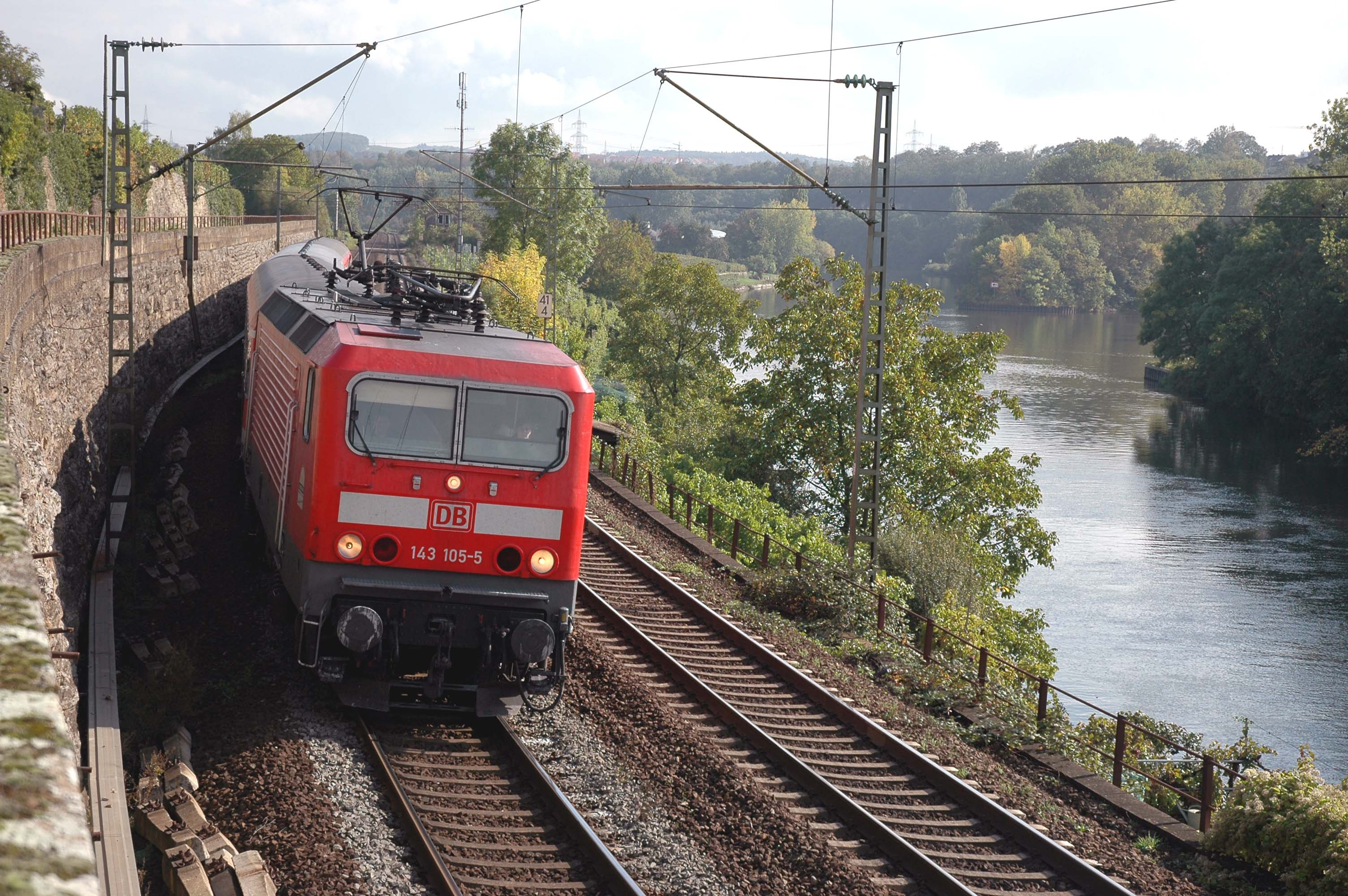
ラウフェン・アム・ネッカー付近を走る近距離鉄道

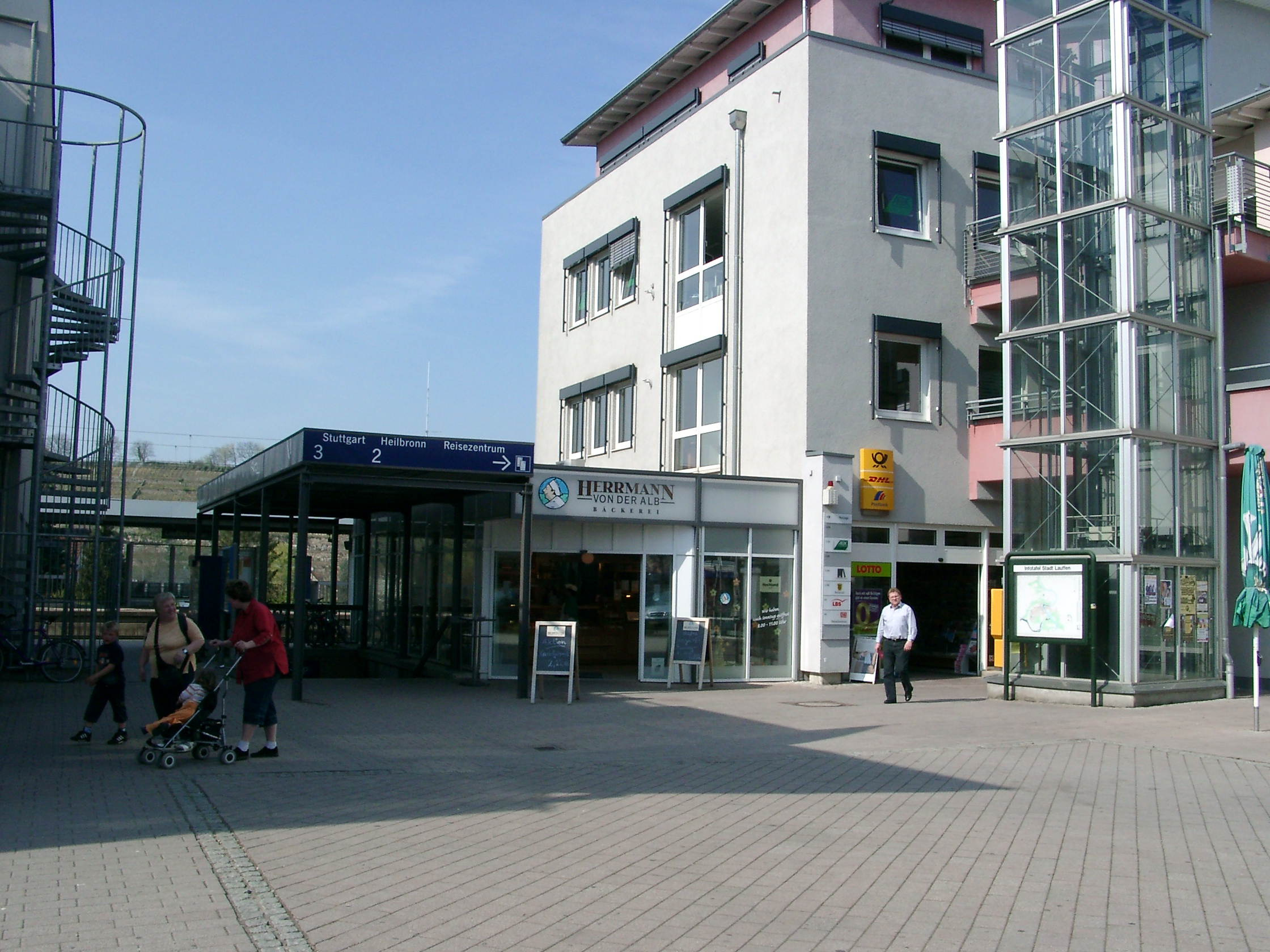
ラウフェン駅

ラウフェンは、シュトゥットガルトからヴュルツブルクへのフランケン鉄道沿いに位置している。ほぼ30分ごとにシュトゥットガルト方面およびハイルブロン方面への近距離列車が発着している。
1995年まで、ラウフェンはレオンブロン行きのツァーバーゴイ鉄道の出発点でもあった。この路線の旅客運行は1986年に廃止された。ラウフェンからツァーバーフェルトまでの一部区間で2011年までに営業を再開する予定であり、ハイルブロン市電網に組み込まれることになっている。
遠距離道路網への接続は、連邦道B27号線が担っている。最寄りのアウトバーンのインターチェンジはA81号線のイルスフェルトのインターチェンジでラウフェンから約9km離れている。南へ向かう人や南から来る人はムンデルスハイムのインターチェンジを、西へ向かう場合や西から来る場合にはウンターアイゼスハイムのインターチェンジを使うこともある。

### 地元企業
地元企業で全国的に有名なのは、Spann- und Greiftechnikのグループ会社Schunk社である。この企業は世界中に1500人の従業員がおり、そのうち約830人がラウフェンの、230人が隣接するハウゼン・アン・デア・ツァーバーの住民である。他に全国的に有名な企業としては、オルガン製造のRenschがある。

### メディア
ラウフェン・アム・ネッカーでは日刊紙 Heilbronner Stimmeの南西部版 (SW)や市の広報紙 Lauffener Boteが読まれている。

### 公共機関
ラウフェンには、公証人役場や警察署がある。警察署はハイルブロン郡の南西部とハイルブロン市西部のラインタールを管轄する。1861年の火災後、ラウフェンには消防団が結成され、消防、洪水への対応、事故救助などで90人の団員が活動している。近代化されたウルリヒスハイデ野外プールが1995年から再開している。

### 教育
ラウフェンは、周辺市町村（ノルトハイム、ハウゼン・アン・デア・ツァーバー、ノルトハウゼン、ネッカーヴェストハイム、タールハイム、キルヒハイム）の教育センターとなっている。基礎課程学校や本課程学校、実業中学校の他、ヘルダーリン・ギムナジウム、エーリヒ・ケストナー・シューレ（養護学校）、カイヴァルト・シューレ（郡立養護学校）がある。
ラウフェンには、カトリック系の公共図書館がある。

### 観光
ラウフェンの歴史的に重要な広場には、案内板が設けられている。
ラウフェンは、ヴュルテンベルク・ワイン街道沿いに位置する。

## 人物

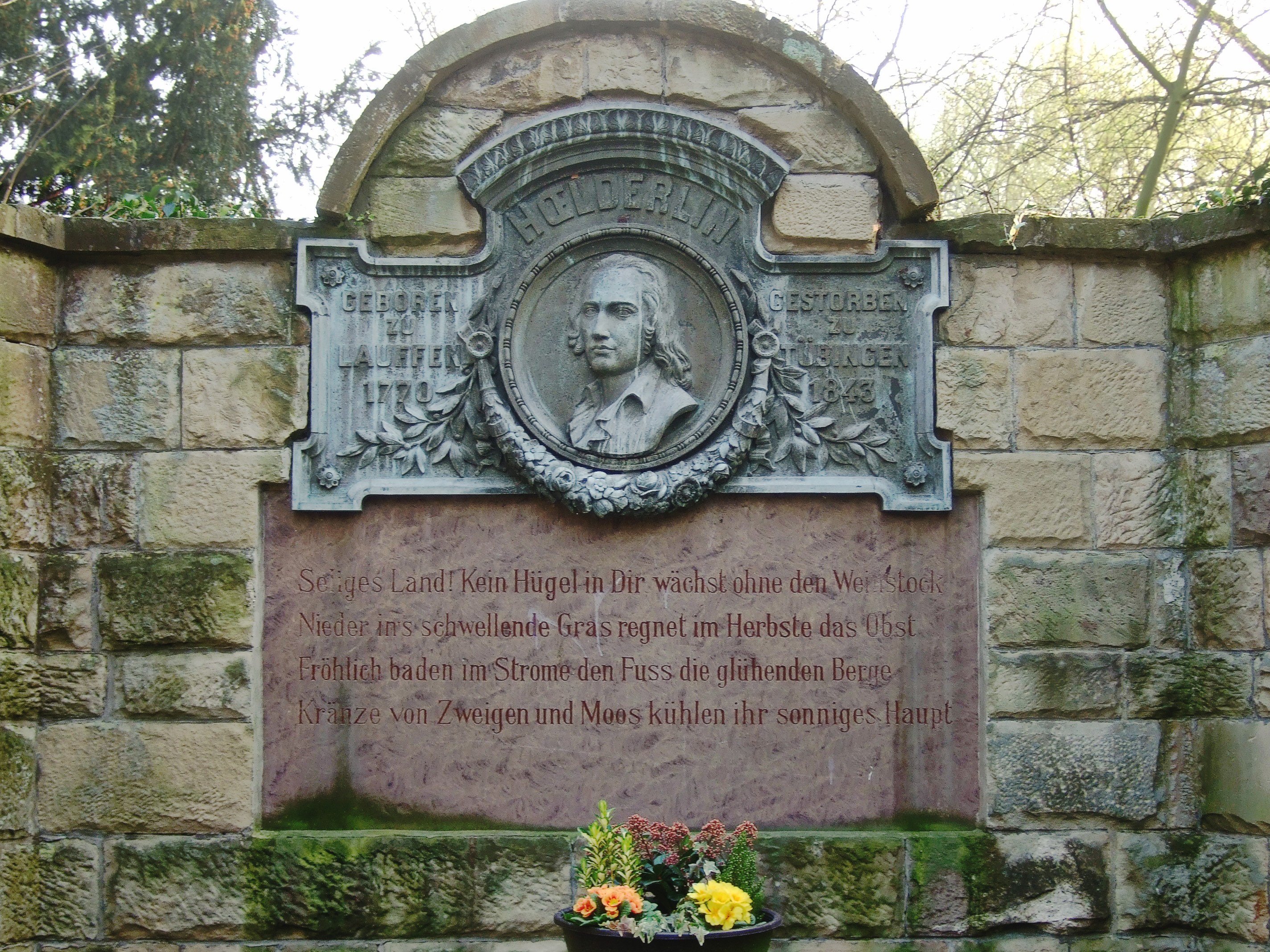
ヘルダーリンの記念碑

### 出身者
- レギスヴィンディス（9世紀頃）街の守護聖人
- フリードリヒ・ヘルダーリン（1770年 - 1843年）詩人
- フリードリヒ・シュペヒト（1839年 - 1909年）動物画家、「ブレームスの動物図鑑」のイラストレーター
- アウグスト・シュペヒト（1849年 - 1923年）動物画家
- オットー・ギッティンガー（1861年 - 1939年）牧師、方言詩人
- オイゲン・グラットマン（1863年 - 1927年）牧師、郷土研究家
- ロベルト・グラットマン（1865年 - 1950年）牧師、地理・植物学・郷土研究家
- テオドール・ケルナー（1863年 - 1933年）帝国議会議員（ドイツ国家人民党、1920年 - 1928年）
- フリードリヒ・ビドリンクマイアー（1875年 - 1914年）地球物理学者、気象学者
- グスタフ・アリンガー（1891年 - 1974年）ランドスケープアーキテクト
- ゴットヒルフ・リンク（1926年 - ）ブドウ栽培家、政治家
- アーミン・クラウス（1938年 - ）郵便局員、労働組合員、政治家（SPD、1970年-2003年 ヘッセン州州議会議員）
- アレクサンダー・バイアー（1964年 - ）神学者、シンガーソングライター
- ホルガー・ワルター　(1968年 - ) 彫刻家